# Jan Mertens (wielrenner)
Jan Mertens (Hoboken, 2 maart 1904- aldaar, 22 juni 1964) was een Belgisch wielrenner. Hij was beroepsrenner van 1926 tot 1931. In 1926  won hij de Schaal Sels en in 1928 won hij de Ronde van Vlaanderen. Na een dubbele elleboogbreuk stopte hij met wielrennen. 

## Resultaten in voornaamste wedstrijden
| Jaar | Ronde van Vlaanderen | Parijs-Roubaix |
| ---- | -------------------- | -------------- |
| 1926 | 11e                  |                |
| 1927 |                      | 21e            |
| 1928 | ↑                    | 24e            |
| 1929 | 4e                   | 11e            |